# (73401) 2002 LE22
(73401) 2002 LE22 – planetoida z pasa głównego asteroid okrążająca Słońce w ciągu 4,96 lat w średniej odległości 2,91 j.a. Odkryta 8 czerwca 2002 roku.